# Гжегож Кашак
Гжѐгож Ка̀шак (на полски: Grzegorz Kaszak) е полски римокатолически духовник, доктор по богословие, епископ на Сосновешката епархия от 2009 година.

## Биография
Гжегож Кашак е роден на 24 февруари 1964 година в град Хошчно. През 1983 година завършва общообразователния лицей в Хошчно, след което продължава образованието си във Висшата духовна семинария в Гошчиково и Висшата духовна семинария в Шчечин. На 18 юни 1989 година, в Шчечинската катедрала, е ръкоположен за свещеник от Кажимеж Майдански, шчечински епископ. Впоследствие е назначен за викарий на енорията „Св. Войчех“ в Швиноуйшче. През 1998 година защитава докторска дисертация по християнска етика в Папския университет „Свети Кръст“ в Рим на тема: „Отговорна любов и контрацепция в катехизисите на Йоан Павел II“ (на италиански: Amore responsabile e contraccezione nelle catechesi di Giovanni Paolo II). На 4 юли 2002 година е назначен за ректор на Полския папски църковен институт в Рим. На 4 февруари 2009 година папа Бенедикт XVI го номинира за сосновешки епископ. Получава епископско посвещение (хиротония) на 28 март в Сосновешката катедрала, след което приема канонично епархията и влиза в катедралата като епископ.